# بیدیان
بیدیان (Salicaceae) تیره‌ای از راسته مالپیگی‌سانان (Malpighiales) هستند.